# Gaia Servadio
Gaia Cecilia Servadio (née à Padoue le 13 septembre 1938  et morte à Rome le 20 août 2021) est une écrivaine et journaliste italienne.

## Biographie
Gaia Servadio est née à Padoue en 1938. Elle est la fille de Luxardo Servadio et de Bianca Prinzi . Son père est juif et sa mère sicilienne et catholique. Elle obtient  un baccalauréat à la Camberwell School of Art de Londres.
Son premier roman Tanto gentile e tanto onesta, publié en 1967 par Feltrinelli en Italie et Weidenfeld & Nicolson au Royaume-Uni, est un succès.
En tant que reporter, elle a couvert la guerre des Six Jours en Israël, a exploré le Moyen-Orient, a vécu un temps en Russie et a écrit pour La Stampa, Corriere della Sera, The Times et The Observer, entre autres.

## Vie privée
Gaia Servadio a épousé l'historien de l'art britannique William Mostyn-Owen  (1929-2011) et ils ont eu trois enfants, Owen (né en 1962), Allegra (née en 1964) et Orlando (né en 1973). En 1968, ils vivaient dans environ 23 chambres dans une aile du château d'Aberuchill (en), dans le Perthshire, en Écosse.
Leur fille Allegra, professeur d'art, a été la première épouse de l'homme politique Boris Johnson. Leur fils Orlando est artiste et peintre.
Gaia Servadio a vécu à Belgravia, à Londres. 
Gaia Servadio est décédée à Rome le 20 août 2021.

## Œuvres

### Fiction
- Tanto gentile e tanto onesta (Feltrinelli, 1967)
- Don Giovanni e L'azione consiste (Feltrinelli, 1968)
- Il Metodo, Milan, 1970
- Un'infanzia diversa (Rizzoli, 1988)
- Il lamento di Arianna (La Tartaruga, 1988)
- La storia di R. (Rizzoli, 1990)
- Abramo, La vallata, 1990
- E i morti non sanno (Dario Flaccovio Ed., 2005)
- Raccogliamo le vele - Autobiografia (Feltrinelli, 2014)
- Didone Regina, Milan, 2017 (ISBN 97-88-89342-023-5)
- Giudei, Milan, Bompiani, 2021.

### Musique
- La vera Traviata. Livret, in Angelo Inglese, cantate scénique en un prologue, sept scènes et un épilogue, 2013.
- The Last Zodiac, Poèmes, in Marcello Panni, 12 Lieder pour voix et orchestre, 2015.

### Non-fiction
- Angelo La Barbera. Un profil d'un chef mafieux, Londres, Quartet Books, 1974.
- Mafioso, Londres, Martin Secker & Warburg Ltd, 1976.
- Vers un monde différent, Londres, Hamish Hamilton 1979.
- Luchino Visconti, Mondadori, 1980.
- La Donna del Rinascimento, Garzanti, 1986.
- Traviata. Vita di Giuseppina Strepponi, Rizzoli, 1994.
- Incontri. Forster, Sraffa, Lowell, Matta, McCarthy, 1993 (ISBN 978-88-8324-056-0).
- Mozia. Alla scoperta di una civiltà scomparsa, Flaccovio Dario, 2003.
- Rossini. Una vita, 2004 (ISBN 978-88-7758-554-7).
- Sammezzano, Londres, Idea Books, 2007.
- Il Rinascimento allo specchio, Milano, Salani, 2007.
- Dieux, marins et marchands. Le vin Whitakers et Marsala, Turin, Allemandi&C, 2009
- Place de l'Incoronata. Il mistero di Giovanna, figlia di re, madre di re, regina sacrificata, Milan, Salani, 2010.
- C'è del marcio à Inghilterra, Milano, Salani, 2011.
- Poésie. Toscane et Ombrie, une collection de poésie de lieu, Londres, Eland, 2011.
- Gioachino Rossini Una vita, Feltrinelli 2015.
- I viaggi di Dio, Milan, Feltrinelli, 2016.
- L'italiano più famoso del mondo: vita e avventure di Giovanni Belzoni, Milan, Bompiani, 2018.
- Une enfance en temps de guerre, Londres, John Sandoe, 2020.

### Curetele
- Écrits syriens anciens : textes préclassiques et classiques syriens, Damas, Secrétariat général de Damas, 2009. Publication gouvernementale.